# Gullruten
Gullruten ist eine jährliche Fernsehpreisverleihung der norwegischen Fernsehindustrie. Die Veranstaltung findet seit 1998 als Teil der nordischen Medientage statt.

## Geschichte
Im Jahr 1984 wurde erstmals ein Filmpreis von der Wirtschaftsorganisation Næringslivets Hovedorganisasjon (NHO) ausgeteilt. Gemeinsam mit der International Television Association (ITVA) richtete die NHO im Jahr 1994 in Lillehammer erstmals ein Festival aus. Dort wurden schließlich Preise unter dem Namen Gullruten und Sølvruten verliehen, die an Werbe- und Fernsehproduktionen vergeben wurden. 1998 ging man eine Zusammenarbeit mit den Fernsehsendern und der Norske Film- og TV-produsenters forening ein. Diese gründeten die selbstständige Gullruten-Stiftung und verlegten den Fokus von den Werbeproduktionen hin zu denen fürs Fernsehen. Die Verleihung wurde nach Bergen verlegt und von da ab in Verbindung mit den nordischen Medientagen (Nordiske Mediedager) verliehen.
Seit 2009 werden neben den Hauptpreisen auch Fachpreise für Personengruppen, die nicht vor der Kamera stehen, eingeführt.

## Kategorien
Bei der Verleihung werden sowohl Hauptpreise als auch Fachpreise verliehen.

### Hauptpreise
Die Kategorien, in denen die Hauptpreise verliehen werden, veränderten sich über die Jahre hinweg. Im Jahr 2019 wurden etwa die nach Geschlechtern getrennten Kategorien zusammengelegt. Für die Verleihung im Jahr 2022 wurden folgende Kategorien festgelegt.
- Årets deltaker (deutsch Teilnehmer des Jahres)
- Årets grønne produksjon (deutsch Grüne Produktion des Jahres)
- Årets hederspris (deutsch Ehrenpreis des Jahres)
- Årets nyskapning (deutsch Neuheit des Jahres)
- Beste barne- eller ungdomsprogram (deutsch: Bestes Kinder- oder Jugendprogramm)
- Beste birolle (deutsch Beste Nebenrolle)
- Beste dokumentarserie (deutsch Beste Doku-Serie)
- Beste dokusåpe (deutsch Beste Doku-Soap)
- Beste dramaserie (deutsch Beste Dramaserie)
- Beste event eller sportsprogram (deutsch Bestes Event oder Sportprogramm)
- Beste humorprogram (deutsch Bestes Comedyprogramm)
- Beste karakterdrevne dokumentarserie (deutsch Beste charakterbasierte Dokumentarserie)
- Beste konkurransedrevne reality (deutsch Beste wettbewerbsbasierte Reality)
- Beste livsstilsprogram (deutsch Bestes Livestyleprogramm)
- Beste nyhets- eller aktualitetsprogram (deutsch Bestes Programm für Nachrichten oder aktuelle Ereignisse)
- Beste programleder – nyhet, sport eller aktualitet (deutsch Bester Moderator – Nachrichten, Sport oder aktuelle Ereignisse)
- Beste programleder – underholdning (deutsch Bester Moderator – Unterhaltung)
- Beste reality (deutsch Beste Reality)
- Beste skuespiller (deutsch Bester Schauspieler)
- Beste TV-dokumentar (deutsch Beste TV-Dokumentation)
- Beste underholdningsprogram (deutsch Bestes Unterhaltungsprogramm)
- Publikumsprisen (deutsch Publikumspreis)

### Fachpreise
Seit 2009 werden neben den Hauptkategorien auch Fachpreise verliehen. Darunter fallen unter anderem Kategorien für Drehbücher, Filmsets, Schnitt, Kamera und Regie.